# 舞楽蒔絵硯箱
舞楽蒔絵硯箱（ぶがくまきえすずりばこ）、文化財指定名称「舞楽螺鈿蒔絵硯箱」（ぶがくらでんまきえすずりばこ）は東京国立博物館所蔵の硯箱である。本阿弥光悦が製作に関与したとされている「光悦蒔絵」と呼ばれる作品群のひとつであり、日本の重要文化財に指定されている。

## 特徴

### 構造

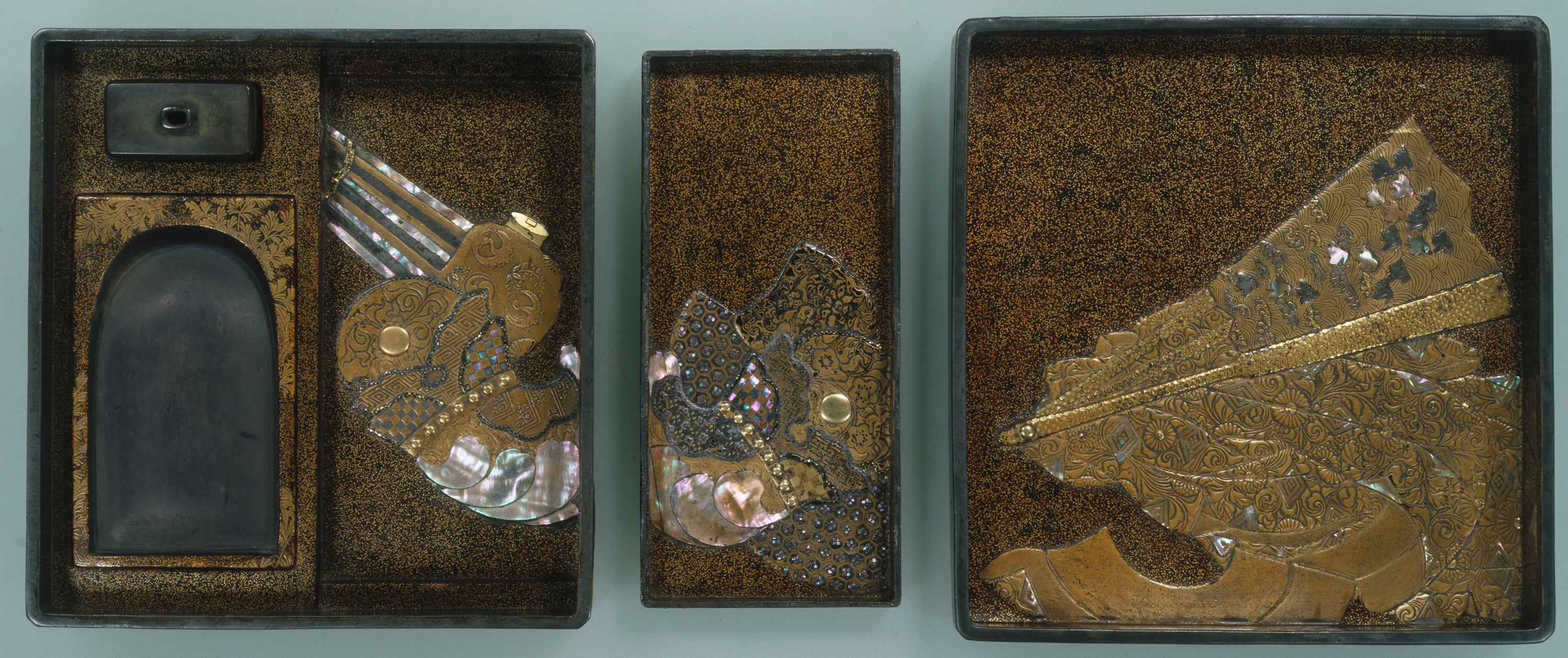
左から順に中面、懸子、蓋裏面

寸法は次の通りである。単位はすべてセンチメートル。蓋縦22.8、蓋横21.7、高さ3.0。身縦21.5、身横20.35、高さ3.8。総高5.0。
造形は方形、角切、削面取の被蓋造である。身の左に水滴と硯が、右側に懸子1枚がそれぞれ配置されており、わずかに側面が膨らんだような形をしているものの、おおむね伝統的な形式の硯箱である。

### 意匠・技法
| 蓋の表面 |  | 蓋の裏面 |
| 蓋の表面 |  | 蓋の裏面 |

舞楽に関する意匠を大きく、クローズアップした大胆な構図で描いているのが特徴である。また、光悦蒔絵の特徴として近世初頭に流行した謡本をモチーフにしている点が挙げられる。本作もその例に漏れず、謡曲「富士太鼓」の表紙絵にみられる鳥兜をモチーフとしている。鳥兜は富士太鼓を象徴する図柄であり、伝観世小次郎信光本、元和卯月本、伝松平伊豆守旧蔵本などの表紙絵に描かれている。技法としては全体的に黒漆が塗られており、蒔絵は梨地粉が厚く蒔かれている。
蓋の表面には、太鼓に立てかけられた鳩杖と舞人が描かれており、舞人は鳥兜、裲襠、袍、表袴を身にまとっている。太鼓は中央部が盛り上がっており、大小の切金と花唐草の蒔絵で装飾、周囲の縁は銀板、脚部は鉛板でそれぞれ装飾されている。鳥兜は高蒔絵で金銀の切金を、綴は鮑の厚貝9枚の螺鈿を、裲襠は斜格子状に並べた金の切金と菱形の切金、石帯も大小不揃いの切金を、袍は高蒔絵で菊唐草の模様と菱形の鮑をそれぞれあしらっている。杖は金の棒の象嵌で表現されている。
蓋の裏面には半開きの扇子と舞楽装束が描かれている。扇子は高蒔絵、金銀の切金、貝、鉛で文様を表現、扇子の骨の部分も高蒔絵と石畳状の切金で、要を金板で表現している。装東は蓋の表面と同様の技法で表現されている。

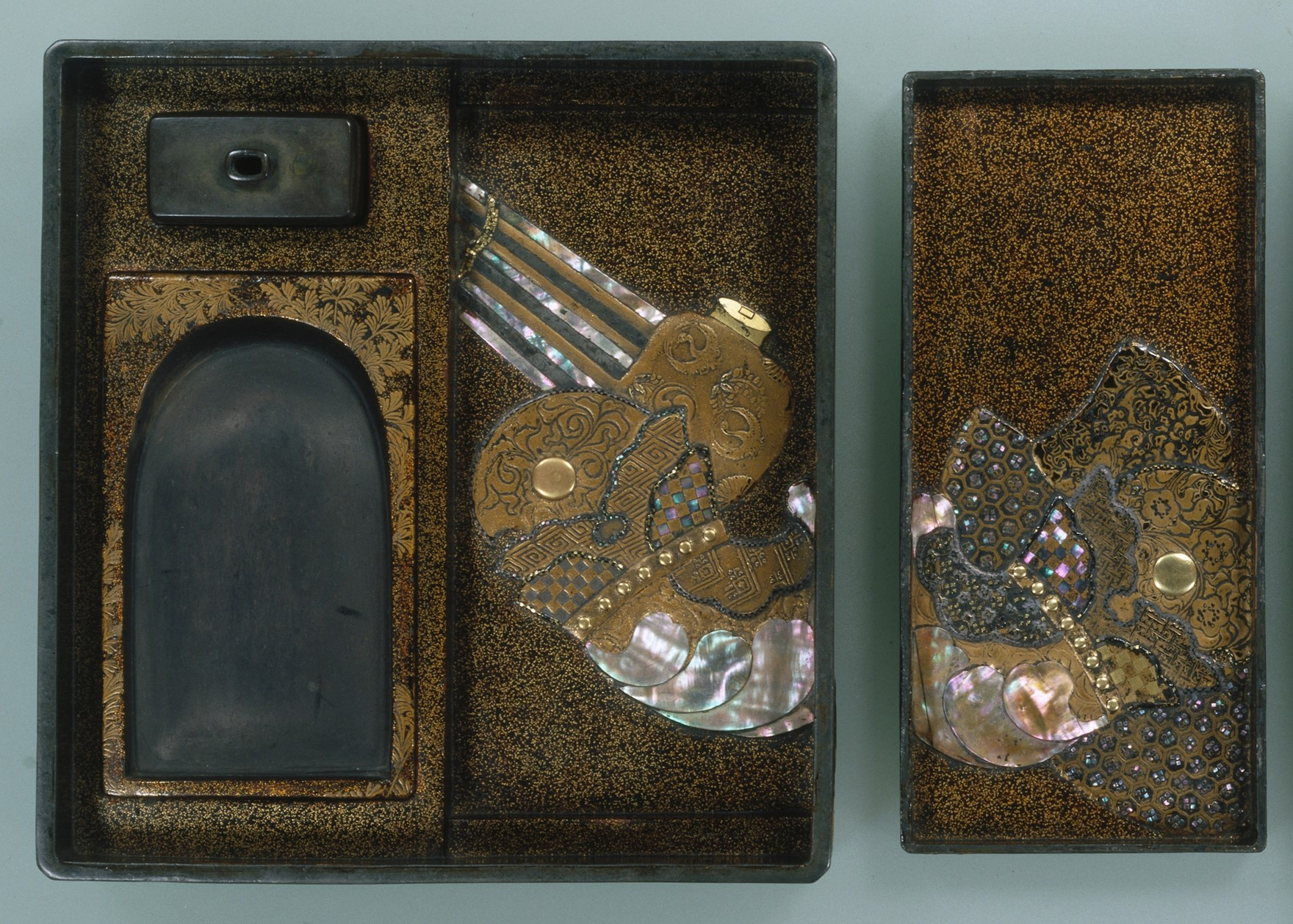
左から順に中面、懸子

懸子および箱内面には鳥兜と笙などの舞楽道具を描き、硯には忍草をあしらっている。鳥兜および装束の模様には梅唐草、菱繋ぎ、石畳、亀甲文を、扇には波に千鳥をそれぞれあしらっている。懸子のうち鳥兜および装束の一部は高蒔絵で、鳥兜には梅唐草、四ツ目菱文、石畳文、装束には唐草、亀甲繋文をそれぞれあしらっている。中面の懸子の下にあたる部分の技法は蓋表面と同様の技法である。なお、懸子の縁には修復と思われる痕跡がみられる。
全体的に金地に高蒔絵が多く、金銀鉛の金貝、形の不揃いな切金の多用が特徴である。方形や菱形の切貝を用いている点について、内田篤呉は元明螺鈿および琉球螺鈿の技法に類似している点を指摘している。また、鮑を浮き彫り風にあしらっている点は琳派風であり、切金などの各種材料をふんだんに使っている点は五十嵐派風であると述べている。本品とともに蜂須賀氏に伝わった扇面鳥兜螺鈿蒔絵料紙箱と材料およびその用法については類似しているものの、細部の文様や技法については異なる点が多い。本品と同料紙箱は一組になっていると考えられてきたが、荒川浩和はこの点について「若干の疑問点があるようである」と述べ、制作時期について若干のずれがあるだろうと推測している。

## 来歴
重要文化財「扇面鳥兜螺鈿蒔絵料紙箱」（滴翠美術館）および「子日蒔絵棚」（東京国立博物館）とともに徳島藩主・蜂須賀氏に伝来したものであり、1933年（昭和8年）に売却され、蜂須賀家の手から離れた。蜂須賀家に収蔵された時期は史料がなく不明だが、外箱に江戸時代の筆跡が見られることから、江戸期に同家に収蔵されたと推測されている。
1989年6月12日には重要文化財に指定された。2004年には東京国立博物館の収蔵品となっている。

## 研究史

### 制作時期および製作者
本品に付属する桐製の外箱には宝暦期の書付があり、それによると東山時代の作だとされていて、本阿弥光悦の作だとはされていない。書付には公儀御祝儀御招請に用いたため今後の他用を禁ずる旨が記されているほか、東山時代の作であることが強調されている。大橋俊雄は、当時足利義政所用の硯箱は東山御物と呼ばれて高い評価を得ていたことを挙げて、本品も同様の理由から箔付けのために東山時代の作を名乗って老中招請に飾られたのではないかと推測している。これ以降、本品および扇面鳥兜螺鈿蒔絵料紙箱、子日蒔絵棚の3点は江戸時代の間は書付のとおり東山蒔絵であるとする説が定着した。その後、明治期に岸光景が光悦説を提唱すると、日本美術協会がこの説を支持。子日蒔絵棚が1890年（明治23年）の美術展覧会に出品された際の論評で光悦説が公に提唱されると、蒔絵棚と同作者とみられる料紙箱および本品も光悦作と考えられるようになる。そして1912年（明治45年）の展覧会図録および新聞では光悦作として紹介されるに至った。以降は東山説は誤りとされている。
本阿弥光悦が製作に関与したとされる「光悦蒔絵」と呼ばれる一連の作品群のうち、史料によって光悦との関連づけが可能なのは花唐草螺鈿経箱のみであり、ほかは技法的特徴および伝承に基づいている。本品は意匠、技法に親近性があることから光悦蒔絵のひとつとされており、光悦が製作に関わった可能性も1999年時点では否定はされていない。

## 評価
東京国立博物館の竹内奈美子は「材料の大胆な用法に光悦の漆芸の特色がよく表れている」と評価している。また、光悦作とされる作品は伝来がわからないものが多いため、伝来の明らかになっている本品は貴重な存在であると評している。
本品は金の棒および鉛板などを象嵌し金の鋲もあしらうなど全体的に装飾が多く、東京国立博物館は「やや技工主義的な色合い」、内田篤呉は「総じて各種材料を駆使しすぎた感がある」、e国宝は「光悦蒔絵としてはやや技巧が勝った印象」と評価している。